# John Macon Thome

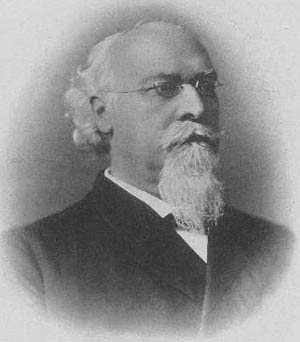
John Macon Thome

John Macon Thome (* 22. August 1843 in Palmyra; † 27. September 1908 in Córdoba) war ein US-amerikanisch-argentinischer Astronom.
Thome absolvierte die Lehigh University als Bauingenieur. Im Jahr 1870 wurde er leitender Assistent von Benjamin Apthorp Gould am Argentinischen National-Observatorium (heute Observatorio Astronómico de Córdoba). Nach der Pensionierung von Gould 1885 folgte Thome als Direktor des Observatoriums. Unter seiner Leitung wurde die Córdoba-Durchmusterung erstellt. Nach Thome folgte Charles Dillon Perrine als Direktor des Observatoriums.
1985 heiratete er Frances Angeline Wall, eine Lehrerin an der Escuela Normal de Maestros in Córdoba.
Im Jahr 1901 wurde Thome mit dem Lalande-Preis der Académie des sciences geehrt.